# Liste der Bodendenkmäler in Hutthurm
Auf dieser Seite sind die Bodendenkmäler in dem niederbayerischen Markt Hutthurm zusammengestellt. Diese Tabelle ist eine Teilliste der Liste der Bodendenkmäler in Bayern. Grundlage ist die Bayerische Denkmalliste, die auf Basis des Bayerischen Denkmalschutzgesetzes vom 1. Oktober 1973 erstmals erstellt wurde und seither durch das Bayerische Landesamt für Denkmalpflege geführt wird. Die folgenden Angaben ersetzen nicht die rechtsverbindliche Auskunft der Denkmalschutzbehörde.

## Bodendenkmäler in Hutthurm
| Lage                   | Objekt                                                                                          | Akten-Nr.     | Bild |
| ---------------------- | ----------------------------------------------------------------------------------------------- | ------------- | ---- |
| Prager Holz (Standort) | Trichtergrubenfeld mittelalterlicher bzw. frühneuzeitlicher Zeitstellung.                       | D-2-7246-0164 |      |
| (Standort)             | Siedlung des Spätneolithikums.                                                                  | D-2-7247-0025 |      |
| (Standort)             | Spätmittelalterlich-frühneuzeitlicher Erdstall.                                                 | D-2-7247-0026 |      |
| (Standort)             | Teilabschnitt des Bergreichensteiner Zweiges des mittelalterlich-frühneuzeitlichen Altweges     | D-2-7247-0184 |      |
| (Standort)             | Teilabschnitt der vereinigten Bergreichensteiner, Winterberger und Prachatitzer Zweige          | D-2-7247-0185 |      |
| (Standort)             | Teilabschnitt der vereinigten Bergreichensteiner, Winterberger und Prachatitzer Zweige          | D-2-7247-0186 |      |
| (Standort)             | Spätmittelalterlich-frühneuzeitlicher Erdstall.                                                 | D-2-7247-0187 |      |
| (Standort)             | Mittelalterlicher Burgstall „Teufelsturm“.                                                      | D-2-7346-0004 |      |
| (Standort)             | Untertägige spätmittelalterliche und frühneuzeitliche Befunde und Funde                         | D-2-7346-0143 |      |
| (Standort)             | Untertägige frühneuzeitliche Befunde und Funde im Bereich der Kath. Wallfahrtskirche            | D-2-7346-0146 |      |
| (Standort)             | Mittelalterlich-neuzeitlicher Wassergang.                                                       | D-2-7346-0148 |      |
| (Standort)             | Untertägige mittelalterliche und frühneuzeitliche Befunde und Funde im Bereich der Kath. Kirche | D-2-7346-0149 |      |
| (Standort)             | Teilabschnitt der vereinigten Bergreichensteiner, Winterberger und Prachatitzer Zweige          | D-2-7346-0173 |      |
| (Standort)             | Teilabschnitt der vereinigten Bergreichensteiner, Winterberger und Prachatitzer Zweige          | D-2-7346-0174 |      |
| (Standort)             | Teilabschnitte der vereinigten Bergreichensteiner, Winterberger und Prachatitzer Zweige         | D-2-7346-0175 |      |
| (Standort)             | Spätmittelalterlich-frühneuzeitliches Bergbauareal.                                             | D-2-7346-0179 |      |
| (Standort)             | Teilabschnitt der vereinigten Bergreichensteiner, Winterberger und Prachatitzer Zweige          | D-2-7347-0112 |      |